# Kwaidan
Kwaidan (怪談, Kaidan, literalment "històries de fantasmes") és una pel·lícula antològica de terror japonesa del 1965 dirigida per Masaki Kobayashi. Es basa en les col·leccions d'històries del folklore japonès recollides per Lafcadio Hearn a Kwaidan: Stories and Studies of Strange Things, del qual en treu el nom. La pel·lícula consta de quatre històries separades i no relacionades. Kwaidan és una transliteració arcaica de Kaidan, que significa "història de fantasmes". Va guanyar el Prix du Jury al 18è Festival Internacional de Cinema de Canes de 1965 i va rebre una nominació a l'Oscar a la millor pel·lícula de parla no anglesa.

## Sinopsi
La pel·lícula està composta de les següents històries:
- Els cabells negres (黒髪, Kurokami): un samurai abandona la seva dona per fàstic a la pobresa i decideix casar-se amb la filla d'una família rica per obtenir riquesa. Però no estima la seva nova esposa i queda embruixat pel record de la primera.
- La dona de la neu (雪女, Yukionna): dos llenyataires queden atrapats en una tempesta de neu. Es troben amb un refugi, però arriba una dona estranya que en mata un amb la respiració gelada. Ella salva l'altre, que es mantindrà la vida mentre no expliqui què va passar aquella nit.
- Hoichi el desorellat (耳無し芳一の話, Miminashi Hōichi no Hanashi): un jove cec capturat per monjos a prop de la badia de Dan-no-ura, no hi falta cada nit per seguir un estrany guerrer i cantar al mestre d'aquesta èpica de la batalla que es va desenvolupar a la badia pocs segles abans.
- En una tassa de te (茶碗の中, Chawan no Naka) un escriptor transcriu una història on un samurai veu el rostre d'un jove astut que flota al seu bol de te. Per perseguir aquesta visió, s'empassa el te. Però aviat, el jove reapareix.

## Repartiment
| - Michiyo Aratama - Primera esposa - Misako Watanabe - Segona esposa - Rentarō Mikuni - Marit - Kenjiro Ishiyama - Pare - Ranko Akagi - Mare | - Tatsuya Nakadai - Minokichi - Keiko Kishi - Yuki-Onna - Yūko Mochizuki - mare de Minokichi - Kin Sugai - Dona de la vila - Noriko Sengoku - Dona de la vila | - Katsuo Nakamura - Hoichi - Tetsurō Tamba - Guerrer - Takashi Shimura - Sacerdot - Yoichi Hayashi - Minamoto no Yoshitsune | - Haruko Sugimura - Madame - Osamu Takizawa - Autor / Narrador - Ganjirō Nakamura - Editor - Noboru Nakaya - Shikibu Heinai - Seiji Miyaguchi - Ancià - Kei Satō - Fantasma del samurai |

## Producció
El 1964, Toho va començar un acord de tres pel·lícules amb el director Masaki Kobayashi que va acabar amb la producció de Kwaidan.

## Estrena
La versió per cinema de Kwaidan fou estrenada al Japó el 6 de gener de 1965, on va ser distribuïda pe Toho. La versió general japonesa de Kwaidan va començar el 27 de febrer de 1965. Kwaidan fou estrenada en versió de 125 minuts als Estats Units després d'eliminar el segment "La dona de la neu" després de l'estrena de la pel·lícula a Los Angeles. Fou estrenada als Estats Units el 15 de juliol de 1965 i distribuïda per Continental Distributing. Kwaidan fou reestrenada novament al Japó el 29 de novembre de 1982 com a part del 50è aniversari de Toho.

## Recepció
Al Japó, Yoko Mizuki va guanyar el Kinema Junpo al millor guió. També va guanyar premis a la millor cinematografia i a la millor direcció artística als Premis de Cinema Mainichi. La pel·lícula va obtenir premis internacionals, inclòs el premi especial del Jurat al Festival de Canes, i va ser nominada a la Millor pel·lícula en llengua estrangera als Oscar.
En una ressenya del 1967 Monthly Film Bulletin va comentar el color de la pel·lícula, afirmant que "no és tant que el color de Kwaidan sigui fastigós... com la manera en què Kobayashi l'utilitza per donar a aquestes històries una mica de la qualitat d'una llegenda." La ressenya va concloure que Kwaidan era una pel·lícula "els detalls de la qual es mantenen a la ment molt després que un l'hagi vista." Bosley Crowther, en una revisió del 1965 a New York Times va declarar que el director Kobayashi mereix una aclamació emocionada per la seva art cinematogràfica distintivament oriental. Així ho fan els nombrosos dissenyadors i càmeres que van treballar amb ell. "Kwaidan és una simfonia de color i so realment comparada amb el passat." Variety descriu la pel·lícula com a "feta en una cadència mesurada i una intensa sensació" i que es tractava d'un "tour-de-force visualment impressionant."
En la seva revisió de Seppuku, Roger Ebert va descriure Kwaidan com "un muntatge d'històries de fantasmes que es troba entre les pel·lícules més boniques que he vist".
A l'agregador de ressenyes Rotten Tomatoes, Kwaidan té una qualificació d'aprovació del 88%, basada en 24 ressenyes i una valoració mitjana de 7,4/10. El seu consens diu: "Exquisidament dissenyada i decorada de manera ràpida, l'ambiciosa antologia de Masaki Kobayashi funciona menys com un exemple terrorífic i més com un homenatge meditatiu al folklore japonès."